# Маріо Ферреро
Маріо Ферреро (італ. Mario Ferrero) також відомий як П'єтро Ферреро (італ. Pietro Ferrero), (12 березня 1903, Турин — 26 квітня 1964, там само) — італійський футболіст, що грав на позиції захисника.
Виступав, зокрема, за клуб «Ювентус». П'ятиразовий чемпіон Італії.

## Ігрова кар'єра
В сезоні 1924/25 років став гравцем «Ювентуса», де провів більшу частину своєї ігрової кар'єри. В сезоні 1925–1926 став чемпіоном Італії, зігравши 16 матчів того розіграшу. Його конкурентами за місце в основі були збірники Вірджиніо Розетта і Луїджі Аллеманді. Стабільно в основі грав у сезоні 1927/28, перед початком якого клуб залишив Аллеманді. З приходом Умберто Калігаріса став резервістом, підміняючи когось з пари Розетта-Калігаріс. Протягом 1930—1934 років ще чотири рази здобував з командою титул чемпіона Італії. Переважно проводив лише по кілька матчів за сезон. Винятком стала першість 1932 року, коли Ферреро зіграв 21 матч.
Завершив кар'єру в команді «Самп'єрдаренезе», у складі якої грав у 1934—1935 роках.

## Титули і досягнення
- Чемпіон Італії (5):

«Ювентус»: 1925–1926, 1930–1931, 1931–1932, 1932–1933, 1933–1934